# Carlos Guzmán Moncada
Carlos Guzmán Moncada (Ciutat de Mèxic, 1968) és un professor universitari, crític literari i traductor mexicà.

## Biografia
És llicenciat en Lleters hispàniques per la Universitat Nacional Autònoma de Mèxic; doctor en filologia catalana per la Universitat Autònoma de Barcelona. És membre del Sistema Nacional de Investigadores (Conacyt, Mèxic) i ha donat classes de literatura comparada, teoria i crítica literàries; literatura mexicana i iberoamericana dels segles XIX y XX; literatura espanyola contemporània; literatura catalana contemporània; relacions entre literatura i societat contemporànies a Mèxic. Ha estat professor convidat de la Càtedra "Maestros del Exilio Español", de la Facultad de Filosofía y Letras, UNAM (2000), per impartir el seminari "Una invitación a la literatura catalana contemporánea", i ha impartit cursos i conferències sobre diferents temes de literatura com a professor a la Universidad de Guadalajara, la Universidad de Guanajuato i la Universidad Autónoma de Aguascalientes (Mèxic).
Ha publicat nombrosos articles a revistes i suplements culturals de Mèxic i Espanya sobre literatura llatinoamericana, espanyola i catalana, així com traduccions de l'alemany de Thomas Mann, Rainer Maria Rilke, Georg Trakl, Hans Christoph Buch, Wolfgang Borchert, Max Frisch i Günter Grass. En català, va preparar el pròleg i l'edició de la novel·la Va ploure tot el dia, de Teresa Pàmies (Barcelona, Edicions 62, 2001), així com el pròleg a la traducció d'Aquí descansa Nevares y Gente del altiplano, de Pere Calders (Fondo de Cultura Económica, 2004). També en català, va publicar el llibre En el mirall de l'altre: Paraules d'Opòton el Vell, l'escriptura dialògica d'Avel·lí Artís-Gener (Barcelona, Publicacions de l'Abadia de Montserrat, 2004).
En castellà, és autor del poemari Poemas para un cuerpo aprehendido (Poética de la Tierra-Universidad Autónoma de Sinaloa-FONCA, México, 1995), així com de diversos estudis sobre literatura mexicana i hispanoamericana dels segles XIX y XX, entre els quals destaquen Las voces del espejo: reflexiones literarias jaliscienses del siglo XIX (El Colegio de Jalisco, 2000) i De la selva al jardín: antologías poéticas hispanoamericanas del siglo XIX (UNAM, 2001). En col·laboració amb Marta Noguer Ferrer va publicar sis llibres de traducciones d'autors catalans contemporanis preparats per a la Feria Internacional del Libro de Guadalajara (Mèxic): Exploración de islas conocidas i Ronda naval bajo la niebla, de Pere Calders (narrativa); La cosa aquella (poesia), d'Enric Casasses Figueres; Paella mixta. Antología de cuentos, de Manel Zabala; l'antologia Resonancias. Poesía catalana contemporánea, compilada per Bernat Puigtobella; i l'antologia més important dedicada fins ara en castellà a l'obra i la trajectòria dels escriptors catalans exiliats a Mèxic: Una voz entre las otras. México y la literatura catalana del exilio (Fondo de Cultura Económica, 2004). És autor d'un dels dos estudis preliminars del volum ''Narrativa catalana de l'exili'', a cura de Julià Guillamon i editat per Galàxia Gutenberg-Cercle de Lectors (Barcelona, 2005), així com cotraductor del catàleg de l'exposició Literaturas del exilio i del documental homònim d'aquesta exposició. Va guanyar el Premi de Recerca 2002 de la Fundació Mercè Rodoreda, de l'Institut d'Estudis Catalans, per la recerca "Mèxic i la narrativa catalana de l'exili, 1939-1975", base documental de la seva tesi doctoral. Guanyador del Premio Nacional de Ensayo Malcolm Lowry 2005, atorgat per l'Instituto Nacional de Bellas Artes (Mèxic), pel llibre Un exilio horizontal: Pere Calders y México, que també va guanyar el Premi de la Crítica Serra d'Or 2007 (àrea de catalanística a l'exterior). El mateix any va obtenir el Premi Joan Fuster d'assaig de 2007 amb l'obra Una geografia imaginària: Mèxic i la narrativa catalana de l'exili.

## Obres

### Poesia
- Poemas para un cuerpo aprehendido, Mèxic, Poética de la Tierra-Universidad Autónoma de Sinaloa-FONCA, 1995.

### Assaig
- Una geografia imaginària: Mèxic i la narrativa catalana de l'exili, València, Editorial 3 i 4, 2008. Premi Joan Fuster d'Assaig 2007.
- Un exilio horizontal. Pere Calders y México, Mèxic, El Colegio de Jalisco, 2006. Premi Nacional d'Assaig Malcolm Lowry 2005, Premi Serra d'Or de Catalanística 2007.

### Estudis
- En el mirall de l'altre: Paraules d'Opòton el Vell, l'escriptura dialògica d'Avel·lí Artís-Gener, Barcelona, Publicacions de l'Abadia de Montserrat, 2004.
- De la selva al jardín: antologías poéticas hispanoamericanas del siglo XIX, Mèxic, UNAM, 2001.
- Las voces del espejo: reflexiones literarias jaliscienses del siglo XIX, Mèxic, El Colegio de Jalisco, 2000.

### Pròlegs i edicions
- Pere Calders, La marxa cap al mar, estudi preliminar, edició crítica i notes de Carlos Guzmán Moncada, Barcelona, Universitat Autònoma de Barcelona, 2008.
- "Mèxic: una cartografia imaginària de l'exili", estudi preliminar del volum Narrativa catalana de l'exili, a cura de Julià Guillamon, Barcelona, Galàxia Gutenberg-Cercle de Lectors, 2005.
- "Una vasta comarca de leones", pròleg a Pere Calders, Aquí descansa Nevares y Gente del altiplano, Mèxic, Fondo de Cultura Económica, 2004.

Teresa Pàmies, Va ploure tot el dia (novel·la), edició, introducció i bibliografia de Carlos Guzmán Moncada, Barcelona, Edicions 62, 2001.

### Compilacions i traduccions
- El meu germà, Anthony Browne, traducció de l'anglès de Carlos Guzmán Moncada i Marta Noguer Ferrer, Barcelona-Mèxic, FCE, 2007.
- Una voz entre las otras. México y la literatura catalana del exilio, selecció, edició, estudi preliminar i notes biobibliogràfiques de Carlos Guzmán Moncada i Marta Noguer Ferrer, Mèxic, Fondo de Cultura Económica, 2004.
- La cosa aquella, Enric Casasses Figueres, traducció i edició facsímil de Carlos Guzmán Moncada i Marta Noguer Ferrer, Guadalajara (Mèxic), Ediciones Arlequín-FONCA, 2004.
- Paella mixta. Antología de cuentos, de Manel Zabala, traducció de Carlos Guzmán Moncada i Marta Noguer Ferrer, Guadalajara (Mèxic), Ediciones Arlequín-FONCA-Universidad de Guadalajara, 2004.
- Exploración de islas conocidas, antología de cuentos, de Pere Calders, pròleg de Jordi Castellanos, compilació i traducció de Carlos Guzmán Moncada i Marta Noguer Ferrer, Mèxic, Libros del Umbral, 2004.
- Ronda naval bajo la niebla, Pere Calders, novel·la, pròleg de Maria Campillo, traducció de Carlos Guzmán Moncada i Marta Noguer Ferrer, Guadalajara (Mèxic), Ediciones Arlequín-Fonca-Universidad de Guadalajara, 2004.
- Resonancias. Poesía catalana contemporánea, selecció de Bernat Puigtobella, traducció Carlos Guzmán Moncada i Marta Noguer Ferrer, Mèxic, UNAM, 2004.